# DC Animated Universe
DC Animated Universe (letteralmente "Universo animato DC"), spesso abbreviato in DCAU, è un termine non ufficiale utilizzato per indicare un insieme di serie televisive a cartoni animati ed i relativi spin-off basati sui personaggi dei fumetti della casa editrice DC Comics ed ambientati all'interno di una stessa continuity, prodotti dalla Warner Bros. Animation.
La prima serie del DC Animated Universe è Batman del 1992, l'ultima invece è stata Justice League Unlimited del 2006. A partire da 1993 sono usciti alcuni film direttamente collegati alla relativa serie animata: il primo, Batman - La maschera del Fantasma, è l'unico ad essere stato proiettato al cinema. In seguito al successo delle serie, sono state create numerose serie a fumetti e videogiochi tratti dal medesimo universo.
Altre locuzioni che vengono impiegate dai fan per descrivere la continuity condivisa delle opere sono Timmverse e Diniverse, dai nomi dei due creatori principali delle serie animate: il produttore Bruce Timm e l'animatore Paul Dini (che lasciò la Warner Bros. Animation dopo la serie Justice League).

## Produzione

### Il grande successo diBatman
A dare inizio alla continuity animata dei supereroi DC ha pensato la serie animata di Batman, realizzata da Paul Dini e Bruce Timm (con gli sfondi di Eric Radomski) nel 1992 prodotta da Warner Bros. Animation e arrivata due anni dopo in Italia su Canale 5. La Warner si interessa subito al progetto così particolare e originale di Timm e Radomski e mette loro a disposizione il team di animatori utilizzati per la serie Tiny Toons. La serie è stata influenzata dai cartoni animati su Superman prodotti dai Fleischer Studios negli anni quaranta, e dai due film di Batman di Tim Burton. Timm e la sua squadra (tra cui si contano autori del calibro di Kelly Puckett e Darwyn Cooke) hanno anche inserito riferimenti al cinema e alla letteratura.
Questa continuity non ha niente a che vedere con i cartoni realizzati in passato, anche per il taglio dato a ciascuno show che porta nel cartone situazioni e psicologie decisamente adulte (con qualche tocco di ironia) portate nel fumetto da autori come Alan Moore e Frank Miller.

### La serie di Superman e la seconda serie di Batman
Dieci anni dopo il riavvio dei fumetti sul personaggio di Superman, la serie animata rese omaggio sia al Superman classico sia al nuovo Superman "moderno". Ad esempio, la rappresentazione di Krypton rifletteva la vecchia versione ideata nella Silver Age dei fumetti, mentre la portata dei poteri di Superman rifletteva il concetto contemporaneo sviluppato da John Byrne in quanto il supereroe doveva lottare ed effettuare imprese spettacolari, mentre Clark Kent si dimostrava di essere più aperto e tranquillo, sicuro di sé (simile alla raffigurazione di Batman ed il suo alter ego, Bruce Wayne, nella serie Batman). La serie è stata realizzata dallo stesso team che ha creato i cartoni di Batman, (Alan Burnett, Paul Dini e Bruce Timm) e porta molto di quell'esperienza a livello grafico e di contenuti.
A metà della serie, viene trasmessa la serie Batman - Cavaliere della notte che in seguito divenne uno show unico intitolato Batman/Superman Adventures. Secondo il libro Batman animato, Paul Dini in origine voleva che Batman - Cavaliere della notte fosse intitolato Batman: Gotham Knights, ma questa idea è stata respinta dagli altri produttori. Per uniformità con la vecchia serie, l'uscita del DVD di questa serie è stata intitolata Batman The Animated Series - From The New Batman Adventures ed è stato dato il tema di apertura della serie precedente. Anche se molti credono che siano la terza e quarta stagione di Batman a causa di alcune cose in comune, questa serie è ben diversa dalla prima per stile grafico e narrativo.

### Le serie animate su personaggi minori
Nel 2000 esce Static Shock, serie prodotta dalla Warner Bros. Animation e basata sul personaggio Static di Milestone Media/DC Comics. Il produttore supervisore è Alan Burnett, mentre Scott Jeralds è il produttore principale sotto la produzione esecutiva di Jean MacCurdy e Sander Schwartz. Il team di produzione è composto principalmente da persone coinvolte in Batman e Superman, ma include anche il co-creatore di Static, Denys Cowan. Sebbene lo show abbia assunto il co-creatore della serie a fumetti Dwayne McDuffie come story editor e sceneggiatore, McDuffie non ha avuto alcun coinvolgimento diretto nello sviluppo di Static Shock. Dopo aver tentato di produrre diversi altri progetti Milestone, Static è stata infine la serie "che cercavano". Quando Milestone e DC stilarono il loro contratto per la distribuzione dei fumetti Milestone da parte della DC, i personaggi provenivano da universi immaginari separati. Tuttavia, quando sono stati suggeriti incroci tra Static Shock e altre serie animate DC, è stato stabilito che provenissero dallo stesso DC Animated Universe. La serie è La serie è stata mandata in onda dal 23 settembre 2000 su Kids' WB negli Stati Uniti fino al 22 maggio 2004.
Nel gennaio 2001 esce su Kids' WB The Zeta Project, serie animata prodotta dalla Warner Bros. Animation e creata da Robert Goodman. È una serie spin-off basata sul personaggio Zeta dell'omonimo episodio di Batman of the Future ed è, inoltre, la sesta serie del DC Animated Universe. Dopo sole due stagioni la serie è stata cancellata, giungendo al termine il 10 agosto 2002.

### Le ultime due serie sulla Justice League
Inoltre è da segnalare che la scena finale dell'ultimo episodio della seconda stagione di Justice League Unlimited (Epilogo, che funge da conclusione all'intero universo) riprende la scena finale di Batman, da cui tutto ha avuto inizio.

## Continuity

### Le serie della continuity ufficiale
| Serie                          | Messa in onda originale              | Autore                                                     | Canale          | Collegamenti |
| ------------------------------ | ------------------------------------ | ---------------------------------------------------------- | --------------- | --- |
| Batman                         | 5 settembre 1992 - 15 settembre 1995 | Bruce Timm e Eric Radomski                                 | Fox             | Punto di partenza per l'universo: Zatanna (Zatanna), Jonah Hex (Showdown) |
| Superman                       | 6 settembre 1996 - 12 febbraio 2000  | Alan Burnett, Paul Dini e Bruce Timm                       | Warner Bros.    | Crossover con Batman - Cavaliere della notte: I migliori del mondo (Worlds's Finest), Batman in pericolo (Knight Time), La fontana di lunga vita (The Demon Reborn) |
| Batman - Cavaliere della notte | 13 settembre 1997 - 16 gennaio 1999  | Bruce Timm e Paul Dini                                     | Warner Bros.    | Sequel di Batman Crossover con Superman: Tre ragazze terribili (Girl's Night Out) |
| Batman of the Future           | 10 gennaio 1999 - 18 dicembre 2001   | Bruce Timm, Paul Dini e Alan Burnett                       | Warner Bros.    | Sequel di Batman - Cavaliere della notte Crossover con The Zeta Project: Conto alla rovescia (Countdown) |
| Static Shock                   | 23 settembre 2000 - 22 maggio 2004   | Dwayne McDuffie, Denys Cowan, Derek Dingle e Michael Davis | Warner Bros.    | Crossover: The Big Leagues (Batman - Cavaliere della notte), Fallen Hero (Justice League), Future Shock (Batman - Cavaliere della notte/Batman of the Future), Hard as Nails (Batman - Cavaliere della notte), A League of Their Own (Justice League), Toys in the Hood (Superman) |
| The Zeta Project               | 27 gennaio 2001 - 17 agosto 2002     | Robert Goodman                                             | Warner Bros.    | Spin-off di Batman of the Future |
| Justice League                 | 17 novembre 2001 - 29 maggio 2004    | Bruce Timm e Paul Dini                                     | Cartoon Network | Sequel di Superman/Batman - Cavaliere della notte |
| Justice League Unlimited       | 31 luglio 2004 - 13 maggio 2006      | Bruce Timm, James Tucker e Dwayne McDuffie                 | Cartoon Network | Sequel di Justice League Crossover: Ritorno al passato / Ritorno al futuro (The Once And Future Thing) (Static Shock/Batman of the Future), Epilogo (Epilogue) (Batman of the Future)                                                                                              |

Una serie animata basata sui fumetti dei Giovani Titani è stata progettata per l'universo animato DC durante la metà degli anni '90, ma è stata infine abbandonata. È stata invece realizzata Teen Titans, una serie sui Titani non correlata al DCAU. Inoltre, dopo il successo di Batman nei primi anni '90, Fox propose al produttore Bruce Timm di creare una serie spin-off incentrata su Catwoman, ma il progetto non vide mai la luce.

### I film d'animazione
Appartengono alla continuity anche i seguenti film d'animazione:
| Film                                                  | Data di uscita   | Regia                      | Sceneggiatura                           | Produttori                                                                                                  | Casa di distribuzione  |
| ----------------------------------------------------- | ---------------- | -------------------------- | --------------------------------------- | --- | ---------------------- |
| Batman - La maschera del Fantasma                     | 25 dicembre 1993 | Bruce Timm e Eric Radomski | Alan Burnett                            | Benjamin Melniker e Michael Uslan                                                                           | Warner Bros. Animation |
| Batman & Mr. Freeze: SubZero                          | 17 marzo 1998    | Boyd Kirkland              | Boyd Kirkland e Randy Rogel             | Boyd Kirkland e Randy Rogel                                                                                 | Warner Bros. Animation |
| Batman of the Future - Il ritorno del Joker           | 12 dicembre 2000 | Curt Geda                  | Paul Dini                               | Alan Burnett, Paul Dini, Glen Murakami e Bruce Timm                                                         | Warner Bros. Animation |
| Batman - Il mistero di Batwoman                       | 21 ottobre 2003  | Curt Geda                  | Michael Reaves                          | Benjamin Melniker, Michael Uslan, Sander Schwartz, Alan Burnett, Margaret M. Dean, Kathryn Page e Curt Geda | Warner Bros. Animation |
| Batman e Harley Quinn                                 | 14 agosto 2017   | Sam Liu                    | Bruce Timm                              | Bruce Timm                                                                                                  | Warner Bros. Animation |
| Justice League vs. the Fatal Five                     | 30 marzo 2019    | Sam Liu                    | Eric Carrasco, Jim Krieg e Alan Burnett | Sam Register e Bruce Timm                                                                                   | Warner Bros. Animation |
| Justice League - Crisi sulle Terre infinite - Parte 1 | 9 gennaio 2024   | Jeff Wamester              | Jim Krieg                               | Jim Krieg e Kimberly S. Moreau                                                                              | Warner Bros. Animation |
| Justice League - Crisi sulle Terre infinite - Parte 2 | 23 aprile 2024   | Jeff Wamester              | Jim Krieg                               | Jim Krieg e Kimberly S. Moreau                                                                              | Warner Bros. Animation |
| Justice League - Crisi sulle Terre infinite - Parte 3 | 16 luglio 2024   | Jeff Wamester              | Jim Krieg                               | Jim Krieg e Kimberly S. Moreau                                                                              | Warner Bros. Animation |

Il film Superman: Brainiac Attacks del 2006 presenta alcune somiglianze con il DC Animated Universe, ma nonostante ciò non ne fa parte.

### Film d'animazione televisivi
- Superman: L'ultimo figlio di Krypton (1996)
- Batman & Superman - I due supereroi (1997)
- Batman of the Future: Il film (1999)
- Justice League: Origini segrete (2001)
- Justice League: Attraverso una stella (2004)

### Corti animati
- The Dark Knight's First Night (1990)
- Chase Me: nel DVD del film Batman - Il mistero di Batwoman è presente un cortometraggio d'animazione di sei minuti intitolato Chase Me, scritto da Alan Burnett e Paul Dini che, privo di dialoghi, è musicato da Lolita Ritmanis. Nel corto Bruce Wayne, assorto a fissare il vuoto in una finestra durante una festa, viene intrattenuto da tre splendide donne; riuscito a fuggirle, entra in una stanza nella quale Catwoman sta svaligiando la cassaforte; inseguitala nei panni di Batman fino ad uno Zoo, la raggiunge ed i due si baciano; in quel momento però Bruce si dà una scossa, smettendo così di fissare assorto il vuoto nella finestra.
- Batman Black & White: Two of a Kind (2012)
- Batman Beyond: nell'aprile 2014 è stato presentato un corto animato ispirato a Batman of the Future realizzato da Darwyn Cooke, uno dei creatori della serie, per le celebrazioni del 75º anniversario di Batman.[17][18][19][20] Il corto, che ha visto Will Friedle e Kevin Conroy riprendere i loro ruoli della serie,[17][20] vede Batman (Terry McGinnis) combattere un Batman androide nella Batcaverna, con un design simile a quello visto in Batman - Cavaliere della notte. Una volta sconfitto, Batman e Bruce si preparano ad affrontare sette ulteriori androidi dalle fattezze che ha Batman in Beware the Batman, The Batman, Batman: The Brave and the Bold, Batman: Il ritorno del Cavaliere Oscuro, Batman (film del 1989) e Batman (serie televisiva del 1966) e nei primi disegni di Bill Finger.[17][21]

### Web series
- Gotham Girls (2000-2002)
- Lobo (2000)

## Personaggi e doppiatori
Di seguito ecco la lista di tutti i personaggi comparsi nel DCAU con i relativi doppiatori originali:
| Personaggio                      | Serie TV                          | Serie TV             | Serie TV                                   | Serie TV                         | Serie TV                    | Serie TV                     | Serie TV                   | Serie TV                             | Film                                     | Film                                | Film                                               | Film                                   | Film                         | Film                                     |      |
| Personaggio                      | Batman (1992-1995)                | Superman (1996-2000) | Batman - Cavaliere della notte (1997-1999) | Batman of the Future (1999-2001) | Static Shock (2000-2004)    | The Zeta Project (2001-2002) | Justice League (2001-2004) | Justice League Unlimited (2004-2006) | Batman - La maschera del Fantasma (1993) | Batman & Mr. Freeze: SubZero (1998) | Batman of the Future - Il ritorno del Joker (2000) | Batman - Il mistero di Batwoman (2003) | Batman e Harley Quinn (2017) | Justice League vs. the Fatal Five (2019) |      |
| Eroi                             | Eroi                              | Eroi                 | Eroi                                       | Eroi                             | Eroi                        | Eroi                         | Eroi                       | Eroi                                 | Eroi                                     | Eroi                                | Eroi                                               | Eroi                                   | Eroi                         | Eroi                                     | Eroi |
| -------------------------------- | --------------------------------- | -------------------- | ------------------------------------------ | -------------------------------- | --------------------------- | ---------------------------- | -------------------------- | ------------------------------------ | ---------------------------------------- | ----------------------------------- | -------------------------------------------------- | -------------------------------------- | ---------------------------- | ---------------------------------------- | ---- |
| Bruce Wayne Batman               | Kevin Conroy                      | Kevin Conroy         | Kevin Conroy                               | Kevin Conroy                     | Kevin Conroy                | Kevin Conroy                 | Kevin Conroy               | Kevin Conroy                         | Kevin Conroy                             | Kevin Conroy                        | Kevin Conroy                                       | Kevin Conroy                           | Kevin Conroy                 | Kevin Conroy                             |      |
| Dick Grayson Robin/Nightwing     | Loren Lester                      |                      | Loren Lester                               |                                  |                             |                              | Cameo                      | Cameo                                |                                          | Loren Lester                        |                                                    |                                        |                              |                                          |      |
| Barbara Gordon Batgirl           | Melissa Gilbert                   |                      | Tara Strong                                | Stockard Channing, Angie Harmon  |                             |                              | Cameo                      |                                      |                                          | Mary Kay Bergman                    | Angie Harmon, Tara Strong (flashback)              | Tara Strong                            |                              |                                          |      |
| Zatanna                          | Julie Brown                       |                      | Cameo                                      | Cameo                            |                             |                              |                            | Jennifer Hale, Juliet Landau         |                                          |                                     |                                                    |                                        |                              |                                          |      |
| Jonah Hex                        | William McKinney                  |                      |                                            |                                  |                             |                              |                            | Adam Baldwin                         |                                          |                                     |                                                    |                                        |                              |                                          |      |
| Clark Kent Superman              |                                   | Tim Daly             | Cameo                                      | Christopher McDonald             |                             |                              | George Newbern             | George Newbern                       |                                          |                                     |                                                    |                                        |                              | George Newbern                           |      |
| Tim Drake Robin                  |                                   | Mathew Valencia      | Mathew Valencia                            |                                  | Eli Marienthal, Shane Sweet |                              | Cameo                      |                                      |                                          |                                     | Dean Stockwell, Mathew Valencia (flashback)        | Eli Marienthal                         |                              |                                          |      |
| Kara In-Ze Supergirl             |                                   | Nicholle Tom         | Nicholle Tom                               |                                  |                             |                              |                            | Nicholle Tom                         |                                          |                                     |                                                    |                                        |                              |                                          |      |
| Wally West Flash                 |                                   | Charlie Schlatter    |                                            |                                  | Michael Rosenbaum           |                              | Michael Rosenbaum          | Michael Rosenbaum                    |                                          |                                     |                                                    |                                        |                              |                                          |      |
| Terry McGinnis Batman            |                                   |                      |                                            | Will Friedle                     | Will Friedle                | Will Friedle                 |                            | Will Friedle                         |                                          |                                     | Will Friedle                                       |                                        |                              |                                          |      |
| Unità d'infiltrazione Zeta       |                                   |                      |                                            | Gary Cole                        |                             | Diedrich Bader               |                            |                                      |                                          |                                     |                                                    |                                        |                              |                                          |      |
| John Stewart Lanterna Verde      |                                   |                      |                                            |                                  | Phil LaMarr                 |                              | Phil LaMarr                | Phil LaMarr                          |                                          |                                     |                                                    |                                        |                              |                                          |      |
| Shayera Hol Hawkgirl             |                                   |                      |                                            |                                  | Maria Canals-Barrera        |                              | Maria Canals-Barrera       | Maria Canals-Barrera                 |                                          |                                     |                                                    |                                        |                              |                                          |      |
| J'onn J'onzz                     |                                   |                      |                                            |                                  | Carl Lumbly                 |                              | Carl Lumbly                | Carl Lumbly                          |                                          |                                     |                                                    |                                        |                              |                                          |      |
| Virgil Ovid Hawkins Static       |                                   |                      |                                            |                                  | Phil LaMarr                 |                              |                            | Phil LaMarr                          |                                          |                                     |                                                    |                                        |                              |                                          |      |
| Diana of Themyscira Wonder Woman |                                   |                      |                                            |                                  |                             |                              | Susan Eisenberg            | Susan Eisenberg                      |                                          |                                     |                                                    |                                        |                              | Susan Eisenberg                          |      |
| Oliver Queen Freccia Verde       |                                   |                      |                                            |                                  |                             |                              |                            | Kin Shriner                          |                                          |                                     |                                                    |                                        |                              |                                          |      |
| Alleati                          |                                   |                      |                                            |                                  |                             |                              |                            |                                      |                                          |                                     |                                                    |                                        |                              |                                          |      |
| Alfred Pennyworth                | Clive Revill, Efrem Zimbalist Jr. | Efrem Zimbalist Jr.  | Efrem Zimbalist Jr.                        |                                  | Efrem Zimbalist Jr.         |                              | Efrem Zimbalist Jr.        |                                      | Efrem Zimbalist Jr.                      | Efrem Zimbalist Jr.                 |                                                    | Efrem Zimbalist Jr.                    |                              |                                          |      |
| Commissario James Gordon         | Bob Hastings                      | Bob Hastings         | Bob Hastings                               |                                  | Bob Hastings                |                              |                            |                                      | Bob Hastings                             | Bob Hastings                        |                                                    | Bob Hastings                           |                              |                                          |      |
| Detective Harvey Bullock         | Robert Costanzo                   | Robert Costanzo      | Robert Costanzo                            |                                  | Robert Costanzo             |                              |                            |                                      | Robert Costanzo                          | Robert Costanzo                     |                                                    | Robert Costanzo                        |                              |                                          |      |
| Lois Lane                        |                                   | Dana Delany          | Cameo                                      | Cameo                            |                             |                              | Dana Delany                | Dana Delany                          |                                          |                                     |                                                    |                                        |                              |                                          |      |
| Antagonisti principali           |                                   |                      |                                            |                                  |                             |                              |                            |                                      |                                          |                                     |                                                    |                                        |                              |                                          |      |
| Darkseid                         |                                   | Michael Ironside     |                                            |                                  |                             |                              | Michael Ironside           | Michael Ironside                     |                                          |                                     |                                                    |                                        |                              |                                          |      |
| Lex Luthor                       |                                   | Clancy Brown         |                                            |                                  |                             |                              | Clancy Brown               | Clancy Brown                         |                                          |                                     |                                                    |                                        |                              |                                          |      |
| Jack Napier Joker                | Mark Hamill                       | Mark Hamill          | Mark Hamill                                | Cameo                            | Mark Hamill                 |                              | Mark Hamill                |                                      | Mark Hamill                              |                                     | Mark Hamill                                        |                                        |                              |                                          |      |
| Brainiac                         |                                   | Corey Burton         |                                            |                                  | Corey Burton                |                              | Corey Burton               | Corey Burton                         |                                          |                                     |                                                    |                                        |                              |                                          |      |
| Altri antagonisti                |                                   |                      |                                            |                                  |                             |                              |                            |                                      |                                          |                                     |                                                    |                                        |                              |                                          |      |
| Oswald Cobblepot Pinguino        | Paul Williams                     | Paul Williams        | Paul Williams                              | Cameo                            |                             |                              |                            |                                      |                                          |                                     |                                                    | David Ogden Stiers                     |                              |                                          |      |
| Edward Nygma Enigmista           | John Glover                       | John Glover          | John Glover                                | Cameo                            |                             |                              |                            |                                      |                                          |                                     | Cameo                                              |                                        |                              |                                          |      |
| Rupert Thorne                    | John Vernon                       |                      |                                            |                                  |                             |                              |                            |                                      |                                          |                                     |                                                    | John Vernon                            |                              |                                          |      |
| Pamela Isley Poison Ivy          | Diane Pershing                    |                      | Diane Pershing                             |                                  |                             |                              |                            |                                      |                                          |                                     |                                                    |                                        | Paget Brewster               | Cameo                                    |      |
| Harley Quinzel Harley Quinn      | Arleen Sorkin                     | Arleen Sorkin        | Arleen Sorkin                              | Cameo                            | Arleen Sorkin               |                              | Arleen Sorkin              |                                      |                                          |                                     | Arleen Sorkin                                      |                                        | Melissa Rauch                |                                          |      |
| Bane                             | Henry Silva                       | Henry Silva          | Henry Silva                                | Cameo                            |                             |                              |                            |                                      |                                          |                                     |                                                    | Héctor Elizondo                        |                              |                                          |      |
| Ra's al Ghul                     | David Warner                      | David Warner         |                                            | Olivia Hussey, David Warner      |                             |                              |                            |                                      |                                          |                                     |                                                    |                                        |                              |                                          |      |
| Victor Fries Mister Freeze       | Michael Ansara                    |                      | Michael Ansara                             | Michael Ansara                   |                             |                              |                            |                                      |                                          | Michael Ansara                      | Cameo                                              |                                        |                              |                                          |      |
| Harvey Dent Due Facce            | Richard Moll                      |                      | Richard Moll                               | Cameo                            |                             |                              |                            |                                      |                                          |                                     | Cameo                                              |                                        |                              | Bruce Timm                               |      |
| Matt Hagen Clayface              | Ron Perlman                       |                      | Ron Perlman                                |                                  |                             |                              | Ron Perlman                |                                      |                                          |                                     |                                                    |                                        |                              |                                          |      |
| Mary Dahl Baby Doll              | Alison La Placa                   |                      | Laraine Newman                             |                                  |                             |                              |                            |                                      |                                          |                                     |                                                    |                                        |                              |                                          |      |
| Andrea Beaumont Fantasma         |                                   |                      |                                            |                                  |                             |                              |                            | Cameo                                | Dana DelanyStacy Keach                   |                                     |                                                    |                                        |                              |                                          |      |
| Leslie Willis Livewire           |                                   | Lori Petty           |                                            |                                  |                             | Lori Petty                   | Lori Petty                 |                                      |                                          |                                     |                                                    |                                        |                              |                                          |      |
| Giocattolaio                     |                                   | Bud Cort             |                                            |                                  | Bud Cort                    |                              | Corey Burton               | Bud Cort                             |                                          |                                     |                                                    |                                        |                              |                                          |      |
| John Corben Metallo              |                                   | Malcolm McDowell     |                                            |                                  |                             |                              | Corey Burton               | Malcolm McDowell                     |                                          |                                     |                                                    |                                        |                              |                                          |      |
| Rudy Jones Parassita             |                                   | Brion James          |                                            |                                  |                             |                              | Brian George               | Brian George                         |                                          |                                     |                                                    |                                        |                              |                                          |      |
| Generale Hardcastle              |                                   | Charles Napier       |                                            |                                  |                             |                              | Charles Napier             |                                      |                                          |                                     |                                                    |                                        |                              |                                          |      |
| Bizzarro                         |                                   | Tim Daly             |                                            |                                  |                             |                              |                            | George Newbern                       |                                          |                                     |                                                    |                                        |                              |                                          |      |
| Jax-Ur                           |                                   | Ron Perlman          |                                            |                                  |                             |                              |                            |                                      |                                          |                                     |                                                    |                                        |                              |                                          |      |
| Derek Powers Blight              |                                   |                      |                                            | Sherman Howard                   |                             |                              |                            |                                      |                                          |                                     |                                                    |                                        |                              |                                          |      |
| Amanda Waller                    |                                   |                      |                                            |                                  |                             |                              |                            | CCH Pounder                          |                                          |                                     |                                                    |                                        |                              |                                          |      |
| Doomsday                         |                                   |                      |                                            |                                  |                             |                              | Michael Jai White          | Michael Jai White                    |                                          |                                     |                                                    |                                        |                              |                                          |      |
| Imperatrice Smeraldo             |                                   |                      |                                            |                                  |                             |                              |                            | Joanne Whalley                       |                                          |                                     |                                                    |                                        |                              | Sumalee Montano                          |      |
| Jason Woodrue Uomo Floronico     |                                   |                      |                                            |                                  |                             |                              |                            |                                      |                                          |                                     |                                                    |                                        | Kevin Michael Richardson     |                                          |      |
| Altri                            |                                   |                      |                                            |                                  |                             |                              |                            |                                      |                                          |                                     |                                                    |                                        |                              |                                          |      |
| Selina Kyle Catwoman             | Adrienne Barbeau                  |                      | Adrienne Barbeau                           | Cameo                            |                             |                              |                            |                                      |                                          |                                     |                                                    |                                        |                              |                                          |      |
| Lobo                             |                                   | Brad Garrett         |                                            |                                  |                             |                              | Brad Garrett               |                                      |                                          |                                     |                                                    |                                        |                              |                                          |      |

### Il doppiaggio in Italia
La realizzazione del doppiaggio delle serie sopra elencate è stata spartita tra le tre città che in Italia adottano questa pratica: Batman, Batman: Cavaliere della notte, Batman of the Future, la prima stagione di Justice League e Justice League Unlimited sono state doppiate a Milano, Le avventure di Superman a Roma, mentre Static Shock a Torino. Questo ha fatto sì che (a differenza della versione originale) i singoli personaggi possiedano voci differenti da una serie all'altra e fra loro vi siano differenze di adattamento (un esempio è la terza stagione della serie Superman, adattata e trasmessa molti anni dopo le prime due, con cast e direzione del doppiaggio differenti da quelli dei primi episodi).
Restano ancora inedite The Zeta Project e la seconda stagione di Justice League.
I lungometraggi sono stati doppiati tutti a Milano, ad eccezione de La maschera del fantasma (unico prodotto ad essere andato in onda in chiaro in prima TV sulle reti Rai, anziché quelle Mediaset), mentre il film I migliori del mondo (anche conosciuto come Batman & Superman - I due supereroi) è l'unico prodotto a presentare due doppiaggi (eseguiti rispettivamente a Roma e Milano), essendo stato trasmesso prima in TV all'interno della serie di Superman come episodio in tre parti, e solo successivamente pubblicato in home video. Nel secondo doppiaggio dei primi anni 2000 i personaggi di Batman sono doppiati dalle loro voci storiche, mentre quelli di Superman presentano doppiatori diversi rispetto a quelli che saranno loro assegnati in Justice League.

## Altri media

### Fumetti
Molte delle produzioni DCAU hanno anche creato fumetti basati sui personaggi delle varie serie, sebbene la loro canonicità sia discutibile. I fumetti sono:
| Anno | Titolo                                | Numeri                                                                                 |
| ---- | ------------------------------------- | -------------------------------------------------------------------------------------- |
| 1992 | The Batman Adventures (vol. 1)        | n. 1–36 Amore folle Holiday Special Batman: La maschera del Fantasma Annuals (n. 1–2)  |
| 1993 | Superman & Batman Magazine            | n. 1–8                                                                                 |
| 1995 | Batman and Robin Adventures           | n. 1–25 Annuals (n. 1–2) Batman & Mr. Freeze: Sub-Zero Dark Claw Adventures            |
| 1996 | Superman Adventures                   | n. 1–66 Annual World's Finest Superman vs Lobo Exclusive Edition (Superman 64 Prequel) |
| 1996 | Two-Face: Two of a Kind               | n. 0                                                                                   |
| 1997 | Adventures in the DC Universe         | n. 1–19 Annual                                                                         |
| 1998 | The Batman Adventures: The Lost Years | n. 1–5                                                                                 |
| 1998 | Batman: Gotham Adventures             | n. 1–60                                                                                |
| 1998 | Batgirl Adventures                    | One-Shot                                                                               |
| 1999 | Batman Beyond (vol. 1)                | n. 1–6                                                                                 |
| 1999 | Batman Beyond (vol. 2)                | n. 1–24 Il ritorno del Joker                                                           |
| 1999 | Claritin Syrup Presents Batman        | One-Shot                                                                               |
| 2001 | Gotham Knights                        | n. 14 (storia di Paul Dini)                                                            |
| 2002 | Gotham Girls                          | n. 1–5                                                                                 |
| 2002 | Justice League Adventures             | n. 1–34 n. 1-8 (Burger King Mini-Series)                                               |
| 2003 | Batman Adventures (vol. 2)            | n. 1–17                                                                                |
| 2003 | Batman: Shadow of Sin Tzu             | n. 1–22                                                                                |
| 2004 | Batman: Harley and Ivy                | n. 1–3                                                                                 |
| 2004 | Justice League Unlimited              | n. 1–46                                                                                |
| 2010 | Batman Beyond (vol. 3)                | n. 1–6                                                                                 |
| 2010 | Superman/Batman Annual                | n. 4                                                                                   |
| 2011 | Batman Beyond (vol. 4)                | n. 1–8                                                                                 |
| 2011 | Superman Beyond                       | n. 0–20                                                                                |
| 2012 | Justice League Beyond                 | n. 1–25                                                                                |
| 2012 | Batman Beyond (vol. 5)                | n. 1–29                                                                                |
| 2013 | Batman Beyond 2.0                     | n. 1–40                                                                                |
| 2013 | Justice League Beyond 2.0             | n. 1–24                                                                                |
| 2015 | Scooby Doo Team Up                    | n. 12, n. 17, n. 21                                                                    |
| 2016 | Batman/TMNT Adventures                | n. 1-6                                                                                 |
| 2016 | Love is Love                          | Harley and Ivy storia di Paul Dini                                                     |
| 2016 | Harley Quinn                          | n. 17-19 (storia di Paul Dini)                                                         |
| 2017 | Harley Quinn and Batman               | #1-5 (prequel del film Batman e Harley Quinn)                                          |

### Videogiochi
Sono stati inoltre rilasciati numerosi videogiochi tie-in corrispondenti alle varie serie televisive e film animati. Alcuni di questi giochi hanno trame originali, mentre altri seguono storie precedenti; il loro stato nel canone DCAU è sconosciuto. I giochi sono:
| Anno | Titolo                                    | Console                                                            |
| ---- | ----------------------------------------- | ------------------------------------------------------------------ |
| 1993 | Batman: The Animated Series               | Game Boy                                                           |
| 1994 | The Adventures of Batman & Robin          | Super NES, Mega Drive/Genesis, Mega-CD/Sega CD, Game Gear          |
| 1997 | Superman                                  | Game Boy                                                           |
| 1999 | Superman 64                               | Nintendo 64                                                        |
| 2000 | Batman of the Future: Return of the Joker | PlayStation, Game Boy Color, Nintendo 64                           |
| 2001 | Batman: Chaos in Gotham                   | Game Boy Color                                                     |
| 2001 | Batman: Gotham City Racer                 | PlayStation                                                        |
| 2001 | Batman: Vengeance                         | PlayStation 2, Game Boy Advance, GameCube, Xbox, Microsoft Windows |
| 2002 | Justice League: Injustice for All         | Game Boy Advance                                                   |
| 2002 | Static Shock (gioco cancellato)           | Game Boy Advance                                                   |
| 2002 | Superman: Shadow of Apokolips             | PlayStation 2, GameCube                                            |
| 2003 | Batman: Rise of Sin Tzu                   | PlayStation 2, Xbox, Game Boy Advance, GameCube                    |
| 2003 | Justice League: Chronicles                | Game Boy Advance                                                   |
| 2003 | Superman: Countdown to Apokolips          | Game Boy Advance                                                   |

## Impatto nell'Universo DC

### Personaggi introdotti nell'Universo DC
- Harley Quinn (Batman: The Animated Series)
- Nora Fries (Batman: The Animated Series)
- Renee Montoya (Batman: The Animated Series)
- Lock-Up (Batman: The Animated Series)
- Sewer King (Batman: The Animated Series)
- Re dei Condimenti (Batman: The Animated Series)
- Summer Gleeson (Batman: The Animated Series)
- Mercy Graves (Superman: The Animated Series)
- Livewire (Superman: The Animated Series)
- Edward Lytener/Luminus (Superman: The Animated Series)
- Volcana (Superman: The Animated Series)
- Mala (Superman: The Animated Series)
- Roxy Rocket (The New Batman Adventures)
- Terry McGinnis/Batman (Batman of the Future)
- Fantasma Grigio (Batman: The Animated Series)
- Fantasma (Batman: La maschera del Fantasma)

## Futuro del DCAU
Con la conclusione della serie animata Justice League Unlimited, la Warner Bros. ha continuato a realizzare numerose serie e film d'animazione basati su fumetti della DC Comics, senza però ricollegarsi con il DCAU.
L'ultima sceneggiatura realizzata per la continuity del DCAU è stata quella del film mai realizzato Justice League: Worlds Collide. Il film avrebbe dovuto fare da ponte tra la seconda stagione di Justice League e la prima di Justice League Unlimited. Dwayne McDuffie scrisse la sceneggiatura e Andrea Romano ha formato il cast, ma la Warner Bros. ha scartato il progetto. Tuttavia, nel 2010, la trama del film è stata utilizzata per il film Justice League: La crisi dei due mondi, in cui però sono stati rimossi tutti i riferimenti al DC Animated Universe e John Stewart è stato sostituito da Hal Jordan come Lanterna Verde della Justice League.
Nel 2009 è stato chiesto a Bruce Timm sul forum ToonZone se il DCAU tornerà in futuro e l'animatore ha risposto così:
(Bruce Timm nel 2009)
L'8 giugno 2015, durante un'intervista a Nerdist sul suo nuovo film Justice League: Gods and Monsters, a Bruce Timm è stato nuovamente chiesto se un giorno il DCAU possa tornare; pur affermando che la continuità DCAU probabilmente non tornerà, ha affermato che comunque la possibilità di tornare esiste. Nel 2017 è uscito il film Batman e Harley Quinn, scritto e prodotto da Bruce Timm, che riprende fedelmente lo stile grafico della serie Batman - Cavaliere della notte. Timm considera il film canonico con il DC Animated Universe, anche se non è mai stato confermato ufficialmente.
Nei primi anni del 2020, la Warner Bros. Animation contattò Bruce Timm con l'idea di produrre un revival di Batman: The Animated Series ambientato dopo gli eventi di The New Batman Adventures, ma questi rifiutò di sviluppare tale progetto, essendo interessato solo a un revival di Justice League a cui la Warner non era interessata; optò invece per sviluppare una nuova serie su Batman, Batman: Caped Crusader.

## Curiosità
- Il DC Animated Universe, al pari di altre serie animate (come Young Justice), è parte integrante del Multiverso DC. Le sue vicende si svolgono su Terra-12.